# Chariaspilates shuangzhu
Chariaspilates shuangzhu là một loài bướm đêm trong họ Geometridae.